# طلعت پاشا
محمد طلعت (ترکی: Mehmed Talat) ‏ (۱۸۷۴–۱۹۲۱) مشهور به طلعت پاشا، یکی از رهبران جمعیت اتحاد و ترقی بود که در خلال جنگ جهانی اول بر امپراتوری عثمانی حکم می‌راند. نقش طلعت در سیاست‌های دولت عثمانی با استانداری شهر ادیرنه در سال ۱۹۰۸ شروع شد که بعدها به پست وزیر امور داخلی ارتقاء یافت و در نهایت در سال ۱۹۱۸ به مقام نخست وزیری دولت عثمانی نایل گشت.او به همراه انور پاشا و جمال پاشا در خلال جنگ جهانی اول رهبری امپراتوری عثمانی را در دست داشتند.
طلعت پاشا زمانی که وزیر داخلی عثمانی بود در ۲۴ آوریل ۱۹۱۵ دستور دستگیری و اعدام رهبران ارمنی مقیم استانبول را صادر کرد. او سپس در مه ۱۹۱۵ با انتشار یک بیانیهٔ محرمانه، به طور رسمی فرمان قتل‌عام ارمنیان مقیم عثمانی را صادر نمود.
طلعت پاشا در سال ۱۹۲۱ توسط یکی از اعضای فدراسیون انقلابی ارمنی به نام سوقومون تهلیریان در برلین ترور شد.

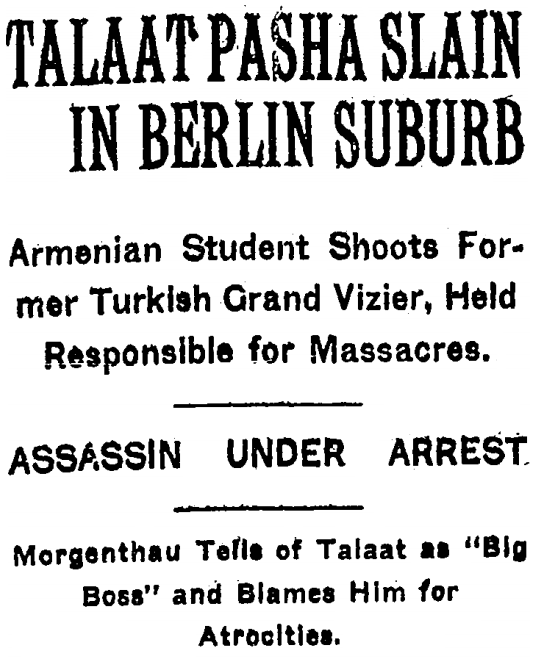